# Ladies Professional Wrestling Association
A Ladies Professional Wrestling Association (LPWA) foi uma promoção de wrestling profissional feminina que operou de 1959 até 1985.
Teve seu sucesso ao mesmo tempo que a GLOW, mas se diferenciava desta, pois enquanto a GLOW fazia shows ao estilo da WWF (entretenimento), a LPWA se empenhava no wrestling como foco principal. Jim Cornette fazia as transmissões televisivas para a empresa.